# Chrysosoma maculiventre
Chrysosoma maculiventre är en tvåvingeart som beskrevs av Octave Parent 1935. Chrysosoma maculiventre ingår i släktet Chrysosoma och familjen styltflugor. Inga underarter finns listade i Catalogue of Life.